# Kaori Kusuda
Kaori Kusuda (29 de maio de 1974) é uma ex-basquetebolista profissional japonesa.

## Carreira
Kaori Kusuda integrou a Seleção Japonesa de Basquetebol Feminino, em Atenas 2004, que terminou na décima posição.